# Thanatos (nizozemská hudební skupina)
Thanatos je nizozemská thrash/death metalová kapela z Rotterdamu založená v roce 1984 a pojmenovaná podle řeckého boha smrti Thanata. Podle data vzniku jde o vůbec první nizozemskou kapelu hrající thrash či death metal.
Debutové studiové album Emerging from the Netherworlds vyšlo v roce 1990. K roku 2021 má kapela na svém kontě celkem sedm dlouhohrajících alb plus další nahrávky.

## Diskografie
Dema
- Speed Kills (1984)
- Live! (1985)
- Promo demo (1985)
- Rebirth (1986)
- The Day before Tomorrow (1987)
- Omnicoitor (1989)
- Pre-Production Tape 1991 (1991)

Studiová alba
- Emerging from the Netherworlds (1990)
- Realm of Ecstasy (1992)
- Angelic Encounters (2000)
- Undead. Unholy. Divine. (2004)
- Justified Genocide (2009)
- Global Purification (2014)
- Violent Death Rituals (2020)

Kompilační alba
- Thanatology: Terror From The Vault (2019)

EP
- Beyond Terror (2002)
- The Burning of Sodom / ...And Jesus Wept (2006)
- Blind Obedience / Thanatos (2019)

Live nahrávky
- Official Live Tape 1987 (vyšla v roce 2011 na CD u Konqueror Records)
- Live Ecstasy Rotterdam 1991 (2020)
- Thanatos Live in Zaandam 1988-11-19 (2020)
- Thanatos Alive 35 (2020)

Split nahrávky
- Imperial Anthems No. 7 (2011) – split s nizozemskou kapelou Asphyx